# Comunità di montagna delle Prealpi Friulane Orientali
La comunità di montagna delle Prealpi Orientali Friulane è un ente amministrativo e territoriale istituita il 1º luglio 2021 ai sensi della legge regionale 21/2019, contestualmente alla cessazione dell'UTI delle Valli e delle Dolomiti Friulane ai sensi della legge regionale 21/2019.
La Comunità ha la sua sede a Clauzetto e la sua sede operativa a Meduno.

## Geografia fisica
La Comunità confina ad ovest con la Magnifica comunità montana Dolomiti friulane Cavallo e Cansiglio, a nord con la comunità montana della Carnia, ad est con la Comunità di Montagna del Gemonese e Comunità Collinare del Friuli.
La comunità accorpa i comuni più orientali della pedemontana friulana occidentale: la Val Cosa e la Val d'Arzino nelle Prealpi Carniche del Friuli Occidentale. 
Il territorio è caratterizzato da due valli montane e da un'area di media e alta pianura. Buona parte dei Comuni sono caratterizzati da densità demografica molto bassa (meno di 10 abitanti per km2), mentre due Comuni hanno dimensioni medio grandi e sono collocati a valle di tutto il perimetro della Comunità.

## Comuni appartenenti
Il territorio di riferimento della comunità differisce da quello della precedente UTI delle Valli e delle Dolomiti Friulane in quanto alcuni dei Comuni che ne facevano parte adesso appartengono alla Magnifica comunità montana Dolomiti Friulane, Cavallo e Cansiglio. 
Infatti, in base a quanto previsto dall’art. 2 della L.R. n. 19/2020, a decorrere dal 01.07.2021 l'U.T.I. delle Valli e delle Dolomiti Friulane e l'U.T.I. Livenza - Cansiglio - Cavallo sono state sciolte di diritto e dalla medesima data, sono state costituite la comunità montana delle Prealpi Friulane Orientali e la Magnifica comunità montana Dolomiti Friulane, Cavallo e Cansiglio le quali esercitano le funzioni loro attribuite dai Comuni in base agli accordi intercorsi e subentrano nei rapporti giuridici, nel patrimonio e nelle risorse umane già facenti capo alle U.T.I. cessate. A seguito della conclusione dei lavori del Collegio Arbitrale costituito ai sensi della citata normativa regionale, è stato definito il trasferimento del personale attualmente in servizio presso l'U.T.I. delle Valli e delle Dolomiti Friulane con assegnazione ai nuovi enti.
- Popolazione: dati ISTAT aggiornati al 31 dicembre 2019[1]
- Superficie: dati espressi in chilometri quadrati (km²)
- Altitudine: dati espressi in metri sul livello del mare (m s.l.m.)

| Stemma | Comune                 | Popolazione | Superficie | Altitudine |
| ------ | ---------------------- | ----------- | ---------- | ---------- |
|        | Arba                   | 1 318       | 15,31      | 210        |
|        | Castelnovo del Friuli  | 834         | 22,48      | 234        |
|        | Cavasso Nuovo          | 1 525       | 10,6       | 285        |
|        | Clauzetto              | 388         | 28,31      | 558        |
|        | Fanna                  | 1 521       | 10,26      | 274        |
|        | Maniago                | 11 758      | 69,46      | 283        |
|        | Meduno                 | 1 543       | 31,59      | 313        |
|        | Montereale Valcellina  | 4 338       | 67,88      | 317        |
|        | Pinzano al Tagliamento | 1 530       | 21,95      | 206        |
|        | Sequals                | 2 233       | 27,7       | 270        |
|        | Spilimbergo            | 11 861      | 71,88      | 132        |
|        | Travesio               | 1 809       | 28,38      | 226        |
|        | Vajont                 | 1 688       | 1,59       | 287        |
|        | Vito d'Asio            | 700         | 53,72      | 320        |
|        | Vivaro                 | 1 309       | 37,68      | 138        |